# Кантоне Роси (Алесандрија)
Кантоне Роси је насеље у Италији у округу Алесандрија, региону Пијемонт.
Према процени из 2011. у насељу је живело 86 становника. Насеље се налази на надморској висини од 109 м.